# Vola (gruppo musicale)
I Vola sono un gruppo musicale progressive metal danese formatosi a Copenaghen nel 2006.

## Storia

### Primi anni e EP (2006-2012)
Il gruppo si è formato per iniziativa del frontman Asger Mygind, che, insieme al chitarrista Niels Dreijer, il bassista Jeppe Bloch, il tastierista Martin Werner e il batterista Niklas Scherfig, hanno realizzato l'EP di debutto Homesick Machinery, distribuito indipendentemente nel 2008.
Dopo alcuni cambi di formazione, che vedono l'ingresso di Nicolai Mogensen al basso e Felix Ewert alla batteria, nell'ottobre 2011 i Vola hanno pubblicato il secondo EP Monsters, anch'esso distribuito indipendentemente. Il disco si compone di quattro brani caratterizzati dall'unione di sonorità rock progressivo con quelle djent, queste ultime ottenute grazie all'uso per la prima volta in carriera della chitarra a sette corde. Esso viene inoltre promosso da una breve tournée di cinque date in madrepatria, dopodiché il chitarrista e seconda voce Niels Dreijer ha abbandonato la formazione, rimasta un quartetto.

### Inmazes(2015-2017)
Il 2 febbraio 2015 i Vola hanno pubblicato digitalmente il primo album Inmazes, promosso dal video musicale del brano Gutter Moon. Il disco è stato in seguito notato dalla Mascot Label Group, che lo ha ripubblicato il 16 settembre 2016.
In promozione all'album, il gruppo ha intrapreso per la prima volta una tournée europea in qualità di artisti di supporto ai Katatonia, durante la quale il batterista Felix Ewert non ha potuto prendere parte ed è stato sostituito provvisoriamente da Simen Sandnes del gruppo progressive metal norvegese Arkentype. Successivamente, il 22 agosto 2017 Ewert ha annunciato in via amichevole il proprio abbandono dai Vola, venendo sostituito dallo svedese Adam Janzi.

### Applause of a Distant Crowd(2018-2019)

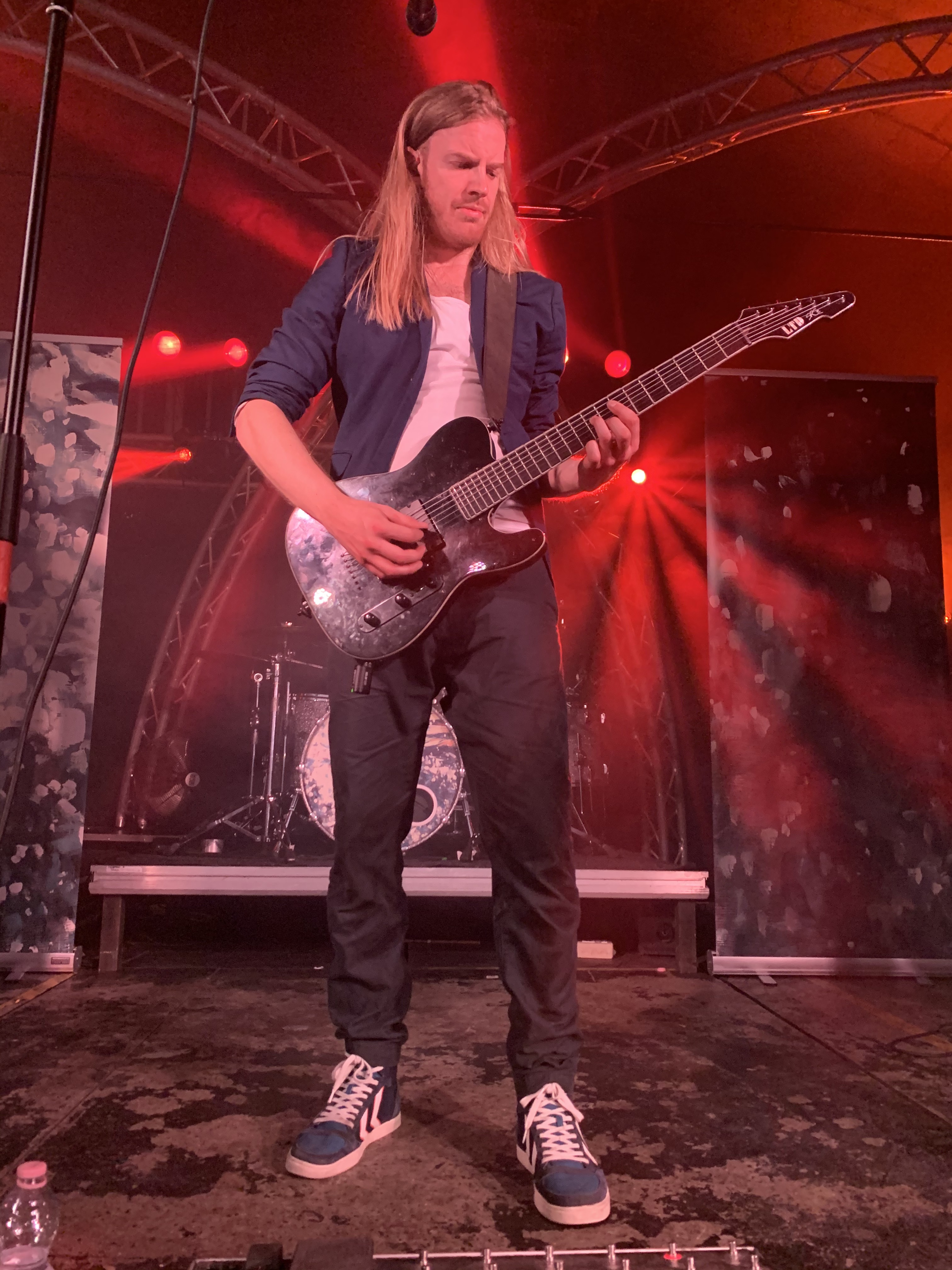
Il frontman Asger Mygind in concerto a Parma nel 2019

Il 12 ottobre 2018 è stato pubblicato il secondo album Applause of a Distant Crowd, che ha segnato un distacco dalle sonorità pesanti del precedente Inmazes in favore di altre più soft e di un maggior uso dell'elettronica, un processo definito «naturale» da Asger Mygind:
Ad anticiparne la sua uscita, tra agosto e ottobre 2018 i Vola hanno pubblicato i video per Smartfriend, Ghosts e Alien Shivers. Successivamente, l'11 gennaio 2019 il gruppo ha presentato il lyric video per Whaler e annunciato la propria partecipazione alla tournée europea degli Haken svoltasi tra febbraio e marzo; a fine maggio 2019 è uscito invece il video di Ruby Pool, quarta traccia dell'album.
Durante il mese di settembre 2019 i Vola hanno intrapreso la prima tournée da headliner, venendo supportati dagli Arch Echo e dai Rendezvous Point.

### Witness(2020-2022)
Nel corso del 2020 i Vola sono ritornati in studio di registrazione per la creazione del terzo album in studio, le cui sonorità si sarebbero distaccate dal precedente Applause of a Distant Crowd in favore di altre più pesanti. Il 19 novembre dello stesso anno è stato presentato il primo singolo Head Mounted Sideways, accompagnato dal relativo video. Il 4 febbraio 2021 il gruppo ha reso disponibile il secondo singolo Straight Lines e annunciato il terzo album Witness; ulteriori singoli estratti sono stati 24 Light-Years (il cui video è un'animazione creata da Mogensen insieme a Anne Nørkjær Bang) e These Black Claws con Shahmen, segnando la prima collaborazione in assoluto dei Vola con un altro artista.
Witness è stato pubblicato il 21 maggio 2021 ed è stato il primo nella carriera del gruppo a posizionarsi in alcune classifiche europee e statunitensi. Tra maggio e giugno 2021 i Vola hanno presentato il disco attraverso una serie di cinque concerti tenuti in Danimarca, mentre nel corso dell'anno hanno preso parte ad alcuni festival come il Crossroads Festival di Bonn e l'Aalborg Metal Festival di Aalborg. L'11 settembre 2021 hanno presentato in streaming Live from the Pool, un'esibizione speciale che il gruppo ha tenuto nel mese di maggio dello stesso anno presso la piscina del campo militare abbandonato di Auderød, nei pressi di Copenaghen; l'evento è stato successivamente commercializzato il 1º aprile 2022 sotto forma di album dal vivo.
Nel marzo 2022 l'album è stato promosso da una tournée scandinava che ha visto i Port Noir come special guest e vari gruppi locali in apertura, mentre il mese seguente i Vola hanno fatto tappa nel Regno Unito esibendosi come artisti di supporto per Devin Townsend in tre date, di cui una presso la Royal Albert Hall di Londra. Tra settembre e ottobre 2022 i Vola hanno intrapreso un'estesa tournée in Europa supportati dai Voyager e dai Four Stroke Baron, per poi tenere le ultime date tra il 9 e il 17 dicembre esclusivamente in Danimarca.

### Friend of a Phantom(2023-presente)
Agli inizi del 2023 i Vola si sono ritrovati in studio per registrare nuovo materiale per il quarto album. Il primo brano tratto da tali sessioni ad uscire è stato Paper Wolf, diffuso il 23 agosto e anticipato il giorno prima dal relativo video. Nel settembre dello stesso anno hanno fatto ritorno negli Stati Uniti d'America intraprendendo una tournée dove sono stati supportati dai Bent Knee e dai Wheel.
Il 19 giugno 2024 il quartetto ha annunciato il quarto album Friend of a Phantom, presentando nel medesimo giorno il singolo Break My Lying Tongue insieme al relativo video. Pubblicato il 1º novembre dello stesso anno, l'album si compone di nove brani, tra cui Cannibal con Anders Fridén degli In Flames e I Don't Know How We Got Here (terzo estratto), ed è stato promosso da un tour europeo che si è svolto nello stesso mese. Tra marzo e aprile 2025 i Vola hanno promosso il disco negli Stati Uniti d'America, aprendo le date degli Intervals.

## Stile musicale
Con il primo album Inmazes, i Vola hanno unito le sonorità tipiche del progressive metal con quelle della musica elettronica, realizzando brani con cambi continui di tempo, riff complessi e ritornelli orecchiabili e melodici: la critica specializzata ha definito il gruppo come l'unione tra il classico sound dei Pink Floyd con i Rammstein e i Meshuggah. Come spiegato da Mygind, anche il nome del gruppo (scelto all'epoca dal primo bassista Jeppe Bloch) riflette le loro sonorità in quanto «cerchiamo di rendere i nostri ritornelli molto maestosi e grandiosi».
Con la pubblicazione del secondo album Applause of a Distant Crowd, il gruppo ha ampliato le proprie sonorità verso il rock progressivo e un maggiore uso dell'elettronica, riducendo il progressive metal ai soli brani Smartfriend e Whaler.
Il terzo album Witness ha segnato un ritorno verso uno stile pesante che passa dal progressive metal al djent, presentando comunque ritornelli pop ed accessibili; tra i brani presenti vi è anche These Black Claws, caratterizzato da sonorità ispirate all'hip hop. Il seguente Friend of a Phantom prosegue quanto lasciato da Witness, inglobando maggiori sezioni pop e shoegaze in brani come Glass Mannequin o I Don't Know How We Got Here ma senza disdegnare sezioni più aggressive e caratterizzate anche da un cantato in growl (Cannibal, Bleed Out o Hollow Kid).

## Formazione
Attuale
- Asger Mygind – voce, chitarra (2006-presente)
- Martin Werner – tastiera, cori occasionali (2006-presente)
- Nicolai Mogensen – basso, cori (2009-presente), synth bass (2021-presente)
- Adam Janzi – batteria, cori occasionali (2017-presente)

Ex-componenti
- Jeppe Bloch – basso (2006-2009)
- Niklas Scherfig – batteria (2006-2011)
- Niels Dreijer – chitarra, voce (2006-2012)
- Felix Ewert – batteria (2011-2017)

Ex-turnisti
- Simen Sandnes – batteria (2016)

## Discografia

### Album in studio
- 2015 – Inmazes
- 2018 – Applause of a Distant Crowd
- 2021 – Witness
- 2024 – Friend of a Phantom

### Album dal vivo
- 2022 – Live from the Pool

### EP
- 2008 – Homesick Machinery
- 2011 – Monsters
- 2017 – October Session
- 2024 – Audiotree from Nothing

### Singoli
- 2010 – Glasswork
- 2020 – Head Mounted Sideways
- 2021 – Straight Lines
- 2021 – 24 Light-Years
- 2021 – These Black Claws (feat. Shahmen)
- 2022 – Napalm (Re-Witnessed)
- 2023 – Paper Wolf
- 2024 – Break My Lying Tongue
- 2024 – I Don't Know How We Got Here
- 2024 – Cannibal (feat. Anders Fridén)